# 牛右衛門 (レストランチェーン)
牛右衛門（ぎゅうえもん）は、株式会社牛右ヱ門が長崎県を中心に九州北部地域でチェーン展開しているレストラン。

## 概要
1967年（昭和42年）2月に創業、1976年（昭和51年）6月設立。長崎県佐世保市大塔町に本社を置き、レストラン「牛右衛門」、和風レストラン「酛藏庄屋」、グリルレストラン「ブルズキッチン」、カフェレストラン「牛右衛門Cafe」を展開している。
かつては長崎ちゃんぽん「南蛮船」、和風レストラン「庄屋食堂」「梅鶏苑庄屋」、洋風レストラン「ハングリーボーイ」、持ち帰り弁当「おべんとランド・ピクニック」、焼き肉と和食レストラン「牛右衛門食道」を展開していた。

## 沿革
- 1967年（昭和45年）2月 - 長崎県北松浦郡江迎町（現・佐世保市江迎町）に有限会社庄屋を設立
- 1969年（昭和44年）2月 - 長崎県北松浦郡江迎町に庄屋本店を開店
- 1973年（昭和48年）2月 - 江迎町赤坂免に第二庄屋を開店（のちに梅鶏苑庄屋赤坂店として改装）
- 1974年（昭和49年）8月 - 佐世保市大宮町に第五庄屋を開店
- 1975年（昭和50年）1月 - 佐世保市役所地下に第六庄屋（現在は庄屋市役所食堂）を開店。佐世保市役所内に喫茶店庄屋を開店
- 1976年（昭和51年）6月 - 庄屋産業株式会社を設立。コンピュータ・建材各種を販売。
- 1977年（昭和52年）7月 - 庄屋産業株式会社を株式会社牛右ヱ門に社名変更（「株式会社牛右衛門」は通称）
- 1979年（昭和54年）2月 - 佐世保市大塔町に牛右衛門大塔店、長崎ちゃんぽん南蛮船大塔店を開店
- 1981年（昭和56年）
  - 5月 - 長崎市宿町に牛右衛門東長崎店（計画当時は日見店）を開店
  - 7月 - 佐世保市本島町（四ヶ町アーケード商店街）に牛右衛門四ヶ町店を開店
  - 8月 - 佐世保市本島町、牛右衛門となりにいろり茶屋庄屋四ヶ町店を開店（その後和風レストラン休兵衛、きゅうべいを経て酛藏庄屋四ヶ町店となる）
- 1983年（昭和58年）9月 - 長崎県西彼杵郡時津町に牛右衛門時津店を開店
- 1985年（昭和60年）11月 - 長崎県西彼杵郡時津町牛右衛門向かいに庄屋時津店を開店
- 1986年（昭和61年）6月 - 佐世保市瀬戸越に牛右衛門大野店を開店
- 1987年（昭和62年）10月 - 長崎市銅座町に居酒屋庄屋を開店
- 1988年（昭和63年）9月 - 佐世保市山県町に洋風居酒屋ボストンクラブを開店
- 1990年（平成2年）6月 - 長崎市江戸町に江戸町庄屋を開店
- 1991年（平成3年）
  - 2月 - 長崎県諫早市貝津町に牛右衛門貝津店を開店
  - 5月 - 長崎県北高来郡森山町（現在の諫早市森山町）に庄屋森山店を開店
- 1992年（平成4年）- 和風レストラン部門展開強化のため、株式会社庄屋フードシステムが分社独立、卸本町に移転（その後に福岡市博多区に移転）。以降は庄屋フードシステムおよびフードプラスHD管理の店舗は記述しない。
- 1994年（平成6年）
  - 6月 - 長崎県大村市に牛右衛門大村店開店
  - 9月 - 長崎市小菅町に牛右衛門新戸町店開店
- 1998年（平成10年）12月 - 長崎県北松浦郡佐々町に牛右衛門佐々店を開店
- 2000年（平成12年）9月 - JR長崎駅ビルにブルズキッチンアミュプラザ長崎店を開店
- 2001年（平成13年）
  - 7月 - 長崎市浜町の浜市アーケード商店街の浜せんビル地下1階に牛右衛門浜町店開店（のちに仲見世8番街地下1階に移転）
  - 8月 - 牛右衛門宇都店開店（のちに西九州新幹線工事のため建て替え、諫早店と名称変更）
  - 11月 - 牛右衛門メルクス長崎店を開店（のちにSCの名称変更に伴いミスターマックス岩見店と変更）
- 2002年（平成14年）9月 - 長崎県北松浦郡佐々町に梅鶏苑庄屋佐々店を開店。2024年（令和6年）5月9日に店舗の厨房より火災が発生し営業が不可能になったため現在休業中。
- 2004年（平成16年）
  - 7月 - 長崎市岩見町に酛藏庄屋長崎本店を開店（のちに酛藏庄屋岩見店と呼称変更）
  - 10月 - 福岡県大川市のゆめタウン大川に酛藏庄屋大川店を開店
- 2006年（平成18年）
  - 3月 - 福岡県行橋市のゆめタウン行橋に酛藏庄屋行橋店を開店
  - 11月 - 佐賀県武雄市のゆめタウン武雄に酛藏庄屋武雄店を開店
- 2017年（平成19年）11月 - 佐世保市大塔町のイオン大塔SCに牛右衛門Cafeを開店
- 2022年（令和4年）11月 - 長崎市千歳町のタウンプラザチトセピアに酛藏庄屋チトセピア店を開店
- 2023年（令和5年）2月 - 佐世保市大塔町に酛藏庄屋大塔店を開店
- 2024年（令和6年）
  - 7月 - 長崎市岩見町の酛藏庄屋岩見店がミスターマックス長崎店敷地内に移転
  - 9月 - 松浦市志佐町に牛右衛門松浦店を開店
- 2025年（令和7年）
  - 6月 - 前年５月に火災のため営業不能となっていた北松浦郡佐々町の梅鶏苑庄屋佐々店を、店舗再建のうえ酛藏庄屋佐々店として営業再開。但し正面玄関の看板は長年親しまれてきた「梅鶏苑庄屋」となっている

## かつて存在した店舗
- 長崎ちゃんぽん南蛮船
  - 大塔店（佐世保市大塔町）
  - 大野店（佐世保市瀬戸越）
- おべんとランド・ピクニック大塔店（佐世保市大塔町）
- 酛藏庄屋
  - 大村店（長崎県大村市水主町）
  - 行橋店（福岡県行橋市・ゆめタウン行橋）
- 梅鶏苑庄屋赤坂店　（佐世保市江迎町赤坂免）
- 第五庄屋（佐世保市大宮町）
- ブルズキッチン
  - 大村店（長崎県大村市・イオン大村SC）
  - 周船寺店 （福岡市西区周船寺）
  - 久留米店 （久留米市東合川・ゆめタウン久留米）
  - 佐賀店（佐賀市・ゆめタウン佐賀)
  - 長府店（山口県下関市・ゆめタウン長府)
  - 山口店（山口市・ゆめタウン山口）
  - 直方店（福岡県直方市・イオンモール直方）
  - 嘉島店（熊本県上益城郡嘉島町・イオンモール熊本）
  - 別府店（大分県別府市・ゆめタウン別府）
  - 出雲店（島根県出雲市・ゆめタウン出雲）
- 牛右衛門
  - 筑紫野店（福岡県筑紫野市永岡）
  - 大村店（大村市水主町）
  - 大野店（佐世保市瀬戸越）
  - 貝津店（長崎県諫早市貝津町）
  - ミスターマックス岩見店（長崎市岩見町）
  - ハウステンボス駅前店（佐世保市南風崎町）
- 庄屋食堂　周船寺店（福岡市西区周船寺）
- 洋風居酒屋ボストンクラブ（佐世保市山県町）
- まんぷくレストランハングリーボーイ（佐世保市瀬戸越）

## 社名の由来
’牛’の素晴らしい方向感覚、記憶力、そして生まれ育った故里（ふるさと）を想う心。人間以上に優れている感性を持っている事実。深く感銘したものであった。
一度ツマヅイた所は、絶対に通らない。一度糞尿をした所の草は何年経っても喰わない。忍耐力がある。そして悠々たるねばり強さがある。
’牛’は本当に素晴らしい動物であり、農民の手足でもあった。
後年ー私がレストランを設立したとき、迷わずに「牛右衛門」と命名したのは、そんな経緯と、農民として、また、人間としての強い「思い入れ」があったからである。
（牛右衛門・庄屋グループ創業者、中村春光著「イモとカボチャとダイコンと」より）

## 酛藏について
「酛」の意味は清酒のもと、酒を造る原料という意味で、「酛藏」とはそれを保管する蔵ということである。それにちなみ、初期の店舗は外観が酒蔵のようなデザインとなっている。